# Hans Haacke
Hans Haacke (Colonia, 12 de agosto de 1936) es un artista conceptual germano-estadounidense formado en la Tyler School of Art, Universidad de Temple en Filadelfia y que vive y trabaja en Nueva York.

## Biografía
Haacke nació en Colonia, Alemania. Estudió en la Staatliche Werkakademie de Kassel, Alemania, desde 1956 hasta 1960. Desde 1961 hasta 1962 estudió gracias a una beca Fulbright en la Tyler School of Art en la Universidad de Temple en Filadelfia.
La primera obra de Haacke como artista conceptual se centra en sistemas y procesos. Algunos de los temas en sus primeras obras desde los sesenta, como Condensation Cube («Cubo de condensación», 1963-65), incluye las interacciones de sistemas físicos y biológicos, animales vivos, plantas y los estados del agua y el viento. También hizo incursiones al Land Art. Sus últimas obras han tratado más con estructuras sociopolíticas y la política en el arte. Haacke ha sido franco a lo largo de su carrera sobre su creencia de que los museos y las galerías se usan a menudo por los ricos para seducir a la opinión pública. Desde 1967 hasta 2002 Haacke fue profesor en la Cooper Union de la ciudad de Nueva York. 
Una de sus obras más conocidas, Shapolsky et al. Manhattan Real Estate Holdings, A Real Time Social System, as of May 1, 1971 expuso las cuestionables transacciones del negocio inmobiliario de Harry Shapolsky entre 1951 y 1971. La exposición de un solo artista de Haacke en 1971 ante el Museo Guggenheim, que iba a incluir esta obra y que también cuestionó el negocio y las relaciones personales de los miembros del consejo de administración del museo, fue cancelada por el director del museo seis semanas antes de la inauguración. Una exposición en el Museo Wallraf-Richartz fue también cancelado debido a la inclusión por Haacke de la celebración PROJEKT '74 en Colonia, una historia de la propiedad de una pintura en la colección en la que las actividades del Tercer Reich de su donante eran reveladas. (Tema de la procedencia).
En 1970, Haacke creó una instalación encargada por el MoMA en Nueva York titulada MoMA Poll. Haacke planteó esta pregunta: «¿Sería el hecho de que el gobernador Rockefeller no haya denunciado la política del presidente Richard Nixon en Indochina una razón para que tú no le votes en noviembre?» Los visitantes tenían que introducir la papeleta de «sí» o «no» en una de las dos urnas de plexiglás. El resultado al final de la exposición era aproximadamente del doble de papeletas de «sí» respecto a los votos «no». La instalación es un primer ejemplo de crítica institucional y criticaba a unos miembros del consejo de administración y a la propia institución (MoMA).
En 1978 Haacke tuvo una exposición en solitario en el Museo de Arte Moderno de Oxford para la que creó la obra titulada «Una raza aparte», que hacía una crítica explícita de la empresa estatal British Leyland que exportaba vehículos para la policía y uso militar en el régimen del apartheid en Sudáfrica. En 1979 tuvo una exposición en solitario en The Renaissance Society, representanto pinturas muy politizadas que reproducían y alteraban anuncios de Mobil, Allied Chemical y Tiffany & Co. A finales de los ochenta, Haacke progresó hacia un uso de pinturas y grandes instalaciones escultóricas. En 1988 se celebró una exposición suya en la Tate Gallery de Londres para la que hizo un retrato de Margaret Thatcher con la actuación de cameos de Maurice y Charles Saatchi.
La controvertida pintura de 1990 «Cowboy con cigarrillo» transformaba el Hombre con sombrero (1912-13) de Picasso en un anuncio de cigarrillos. La obra fue una reacción al mecenazgo de la compañía Phillip Morris de una exposición en 1989-90 del cubismo en el Museo de Arte Moderno. Hans Haacke publicó un libro sobre las ideas y los procesos detrás de este y otro arte conceptual titulado Framing and Being Framed.  
Haacke desde entonces ha expuesto en solitario en el Nuevo Museo de Arte Contemporáneo de Nueva York, el Van Abbemuseum de Eindhoven y el Centro Georges Pompidou de París.
En 1993 Haacke compartió, con Nam June Paik, el León de Oro por el Pabellón alemán en la Bienal de Venecia. La instalación de Haacke, Germania, hizo una referencia explícita a las raíces del pabellón en las políticas de la Alemania nazi.
Dos años más tarde Haacke formó equipo con Pierre Bourdieu y publicó Free Exchange, un volumen de sus conversaciones. Haacke y Bourdieu expresaron un interés compartido en la relación entre el arte y la política.

## Para saber más
- Luke Skrebowski, "All Systems Go: Recovering Hans Haacke's Systems Art", en Grey Room, invierno de 2008, n.º 30, págs. 54-83.
- Flügge, Matthias, y Fleck, Robert (ed.). 2007. "Hans Haacke - Wirklich. Werke 1959-2006". Düsseldorf: Richter.  (Catálogo de una exposición retrospectiva en Deichtorhallen Hamburgo 17.11.2006 - 4.2.2007 y Akademie der Künste, Berlín 18.11.2006 - 14.1.2007)
- Grasskamp, Walter, Hans Haacke, y Benjamin Buchloh. "Obra social": Hans Haacke. Barcelona: Fundació Antoni Tàpies, 1995. ISBN 84-88786-08-5 Texto en catalán, inglés y castellano.
- Bourdieu, P. y H. Haacke. 1995. Free Exchange. Stanford: Stanford Univ Press. ISBN 0-8047-2495-4
- Wallis, B. (ed). 1986. Hans Haacke: Unfinished Business. New York and Cambridge: New Museum of Contemporary Art and MIT Press.
- Jean-Hubert Martin, Valerie Hilling, Catherine Millet and Mattijs Visser. “ZERO, Internationale Künstler Avantgarde“, exhibition catalog published by Museum Kunst Palast and Cantz, Düsseldorf/Ostfildern 2006, ISBN 3-9809060-4-3